# هوائية شائعة
هوائية   شائعة  أو رجل القط أو رجل القط الشائع أو رجل الهر الشائع أو رجل الهر (الاسم العلمي Antennaria dioica)، نبات عشبي معمر عديم الرائحة من
فصيلة النجمية يعلو من 5 إلى 20 سم. ساقه الزهرية بسيطة، مُنتصبة، مُورِقة. أوراقه في ضُمَّات قاعدية، مِلْوَقيَّة الشكل، مُبيضة اللون الأخضر من فوق،
صوفية من تحت، مُهدبة الحوافي. الأزهار الذكرية بيضاء، وردية اللون للأنثوية. طعم النبات معدوم.

## المركبات
لعاب، عفص، راتنج. وهو دافع للسعال، مُصدِرّ للصفراء (حقنة في وريد الحيوانات تضاعف حجم الصفراء ثلاث وأربع مرات خلال 24 ساعة).
أزهار الأنتينارية هي من الأصناف الصدرية في كودكس 1965، وهي أيضًا من الأصناف الشافية للجرح في كودكس 1949.